# Alberto Mechoso Méndez
 (octobre 2020).
Si vous disposez d'ouvrages ou d'articles de référence ou si vous connaissez des sites web de qualité traitant du thème abordé ici, merci de compléter l'article en donnant les références utiles à sa vérifiabilité et en les liant à la section « Notes et références ».
Alberto Cecilio Mechoso Méndez, plus connu sous le nom d'Alberto “Pocho” Mechoso, né le 1er novembre 1936 à Flores, en Uruguay, et disparu le 26 septembre 1976 à Buenos Aires, en Argentine, était un militant anarchiste et syndicaliste uruguayen. Il fait partie des desaparecidos, victimes de la guerre sale menée par le dictature militaire uruguayenne.

## Biographie
Alberto Cecilio Mechoso Méndez est né dans le département de Flores, alors qu'il est encore très jeune, sa famille s'installe à Montevideo. Il fréquente alors l'Athénée libertaire entre les quartiers Villa del Cerro et La Teja, et est alors gagné aux idées anarchistes.
En 1955, Alberto Mechoso est licencié après une grève. Il décide alors, avec ses compagnons, d'attaquer une banque de Paso Molino, une partie de l'argent est donné à la  Fédération anarchiste uruguayenne (FAU) qui est alors en phase de construction. Mechoso est arrêté un an après, il reste six ans en prison.
Alberto Mechoso Mendéz adhère à la FAU à sa sortie de prison, puis à son bras armé l'Organisation populaire révolutionnaire-33 Orientaux (OPR-33 dont il est le principal organisateur). Il était aussi militant à la Fédération des Ouvriers de l'Industrie de la Viande et à la Convention nationale des travailleurs (CNT). Pendant son exil en Argentine, il a participé au Parti pour la victoire du peuple (PVP). 
Mechoso Méndez est enlevé le 26 septembre 1976 à Buenos Aires, par un groupe de coopération entre militaires argentins et uruguayens dans le cadre de l'Opération condor. Sa femme, Beatriz Castellonese, et ses deux enfants, âgés de 8 et 6 ans, sont enlevés en même temps que lui. Mechoso est conduit dans un centre clandestin de détention utilisé par l'Armée uruguayenne pour la traque des militants exilés, le centre Automotores Orletti. Là, Alberto, avec d'autres, est torturé et finalement assassiné, ses restes disparus. 
Le 27 septembre 1976, la famille de Mechoso est transférée illégalement à Montevideo. Avec la famille d'Adalberto Soba, enlevé en même temps qu'Alberto, ils sont emmenées dans un centre clandestin de détention et de torture, connu sous le nom de Casona de Punta Gorda. Ils sont finalement libérés en octobre. 
En 2012, grâce au travail de l'Équipe argentine d'anthropologie légale pour le Secrétariat aux Droits Humains d'Uruguay, ses restes ont été identifiés à partir des échantillons génétiques fournies par le Secrétariat. Ses restes ont été retrouvés à Buenos Aires, où il avait été vu pour la dernière fois en vie.